# Oenothera hartwegii
Oenothera hartwegii är en dunörtsväxtart. Oenothera hartwegii ingår i släktet nattljussläktet, och familjen dunörtsväxter.

## Underarter
Arten delas in i följande underarter:
- O. h. fendleri
- O. h. filifolia
- O. h. hartwegii
- O. h. maccartii
- O. h. pubescens